# بری ویک
بری ویک (به انگلیسی: Bray Wick) یک روستا در بریتانیا است که در بارکشر واقع شده‌است.